# Maxim Alexejewitsch Witjugow
Maxim Alexejewitsch Witjugow (russisch Максим Алексеевич Витюгов; * 1. Februar 1998 in Krasnojarsk) ist ein russischer Fußballspieler.

## Karriere
Witjugow begann seine Karriere bei Tschertanowo Moskau. Zur Saison 2015/16 rückte er in den Kader der ersten Mannschaft des Drittligisten. In seiner ersten Saison kam er zu sieben Einsätzen in der Perwenstwo PFL. In der Saison 2016/17 absolvierte er 21 Drittligaspiele. In der Saison 2017/18 kam er zu 23 Einsätzen, mit Tschertanowo stieg er zu Saisonende in die Perwenstwo FNL auf. Sein Zweitligadebüt gab er anschließend im Juli 2018. In seiner ersten Zweitligasaison absolvierte der Defensivspieler 36 Partien. In der COVID-bedingt abgebrochenen Spielzeit 2019/20 kam er zu 26 Einsätzen.
Zur Saison 2020/21 wechselte Witjugow innerhalb der Liga zu Krylja Sowetow Samara. In seiner ersten Saison in Samara kam er zu 37 Zweitligaeinsätzen, mit dem Team stieg er zu Saisonende in die Premjer-Liga auf. Im Juli 2021 debütierte er dann gegen Achmat Grosny in der Premjer-Liga. Bis zum Ende der Saison 2021/22 absolvierte er 21 Partien in der höchsten Spielklasse.